# Burkhard Schiek
Burkhard Schiek (* 14. Oktober 1938 in Elbing; † 9. März 2013) war ein deutscher Hochschul-Professor für Hochfrequenztechnik.

## Leben
Geboren kurz vor dem Zweiten Weltkrieg im damals zum Deutschen Reich gehörenden Ostpreußen, musste er 1945 das Land verlassen. Er studierte Elektrotechnik an der damaligen Technischen Hochschule (TH) Braunschweig, der heutigen Technischen Universität (TU), und schloss das Studium im Jahr 1964 als Diplom-Ingenieur (Dipl.-Ing.) ab. Zwei Jahre später, 1966, wurde er dort zum Doktor-Ingenieur (Dr.-Ing.) promoviert. In der Zeit von 1964 bis 1969 war er Wissenschaftlicher Assistent am dortigen Institut für Hochfrequenztechnik und befasste sich mit Frequenzvervielfachern, parametrischen Verstärkern, Varaktor-Phasenschiebern und der Entwicklung von integrierten Mikrowellen-Phasenschiebern.
Von 1969 bis 1978 arbeitete er in der Gruppe für Mikrowellenanwendungen im Philips-Forschungslaboratorium in Hamburg an Halbleiter-Oszillatoren, Rauschen von Oszillatoren, integrierte Mikrowellenschaltungen und Mikrowellensystemen. Ab 1978 war er Professor für Hochfrequenzmesstechnik am Institut für Elektrotechnik der Ruhr-Universität Bochum und blieb es bis zu seiner Emeritierung im Jahr 2003. Er leitete die Arbeitsgruppe Hochfrequenzmesstechnik und erforschte industrielle Anwendungen von Mikrowellen. Er leistete Pionierarbeit in der Erforschung hochpräziser Hochfrequenz-Messsysteme und betreute zahlreiche Diplomanden und Doktoranden. Auch danach blieb er der Hochfrequenzmesstechnik eng verbunden. Er starb im Alter von 74 Jahren.

## Schriften (Auswahl)
- Meßsysteme der Hochfrequenztechnik. Hüthig, 1997, ISBN 978-3-7785-1045-2.
- Grundlagen der Hochfrequenz-Messtechnik. Springer-Verlag Berlin Heidelberg 1999, ISBN 978-3-540-64930-4.
- mit Ilona Rolfes und Heinz‐Jürgen Siweris: Noise in High‐Frequency Circuits and Oscillators. John Wiley & Sons 2005, ISBN 978-0-471-70607-6.